# Dictyosteliida
Dictyosteliida é uma ordem de micetozoários. Quando os membros desta ordem tem alimento (que normalmente consiste de bactérias) prontamente disponível eles tem a forma de amebas individuais que se alimentam e se dividem normalmente. Entretanto, quando a fonte de alimento é esgotada, eles se agregam para dar forma a um conjunto multicelular, chamado pseudoplasmodium. O pseudoplasmodium responde aos estímulos luminosos e térmicos, e tem a habilidade de migrar.
Sob as circunstâncias corretas o pseudoplasmodium amadurece dando forma a um corpo frutífero com um talo que suporta um ou mais esporos. Estes esporos são células inativas protegidas por paredes de células resistentes e transformam-se em amebas novas uma vez que o alimento esteja disponível.